# مرتضی سهرابی
مرتضی سهرابی (زاده ۱۳۲۴ - درگذشته ۴ اسفند ۱۳۹۳) استاد مهندسی شیمی و به عنوان چهرهٔ ماندگار رشتهٔ مهندسی شیمی در سال ۱۳۸۰ برگزیده شد.
دکتر مرتضی سهرابی از اعضای پیوسته فرهنگستان علوم جمهوری اسلامی ایران بود.

## تحصیلات
سهرابی تحصیلات خود در رشتهٔ مهندسی شیمی را تا سطح کارشناسی در دانشکدهٔ فنی دانشگاه تهران به اتمام می‌رساند و در اکتبر ۱۹۶۸ فارغ‌التحصیل شده و سپس برای ادامهٔ تحصیلات در مقطع کارشناسی ارشد و دکتری راهی دانشگاه برادفورد می‌شود. در دسامبر ۱۹۷۲ با درجهٔ دکتری مهندسی شیمی از این دانشگاه فارغ‌التحصیل شد.

## تدریس
وی در سال‌های متمادی در دانشگاه تهران، دانشگاه صنعت نفت اهواز و دانشگاه صنعتی امیرکبیر به تدریس بسیاری از دروس تخصصی مهندسی شیمی نظیر موازنهٔ جرم و انرژی، ترمودینامیک مهندسی شیمی، سینتیک و طراحی رآکتورهای شیمیایی در کلیهٔ مقاطع دانشگاهی، از مقطع کارشناسی تا دکتری، پرداخته‌است.

## کتابشناسی

«عملیات انتقال جرم» اثر رابرت تریبال، نام مشهورترین کتاب در زمینهٔ انتقال جرم، نخستین بار توسط طاهره کاغذچی و همسرش مرتضی سهرابی ترجمه شده‌است.

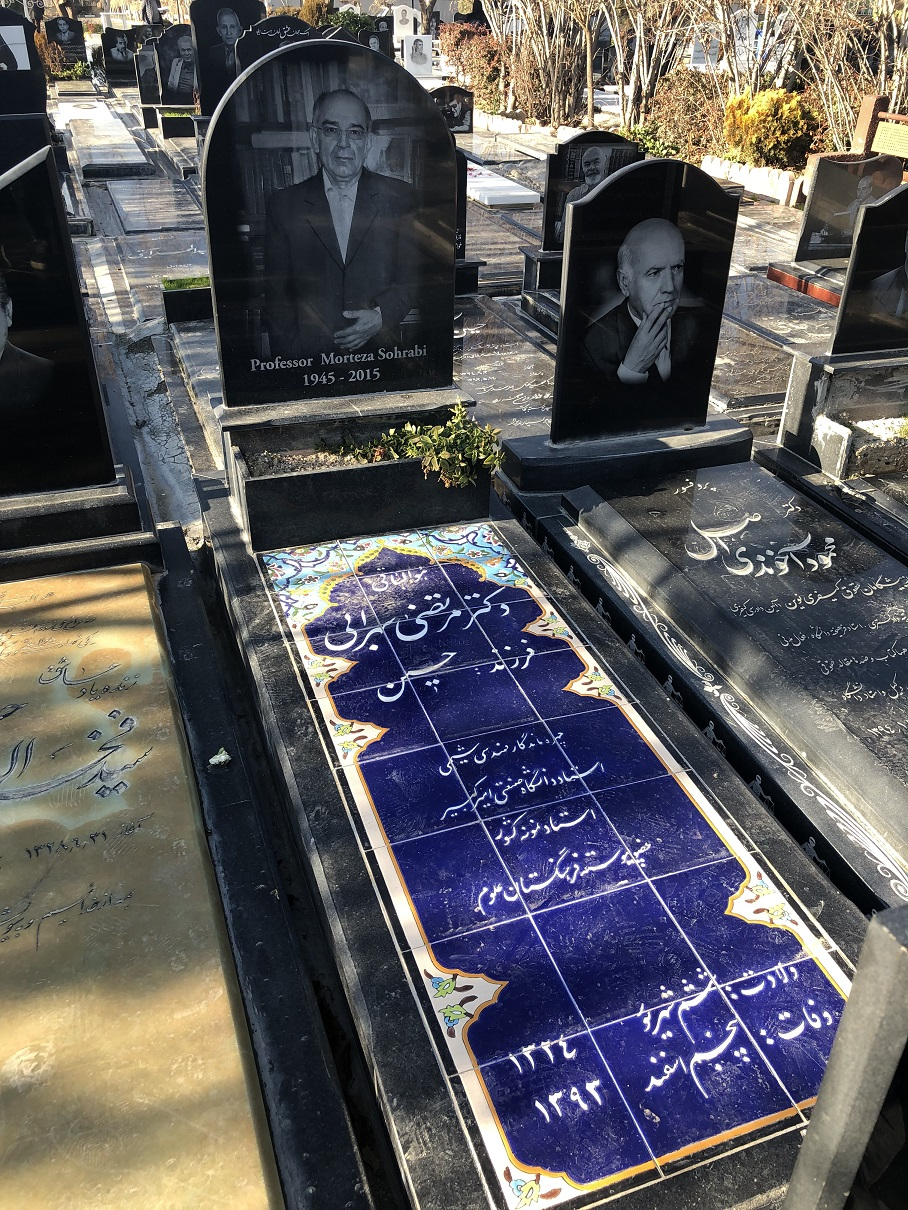

چیزی که بیش از همه سهرابی را به عنوان استادی خاص در میان استادان مهندسی شیمی مطرح کرد، ترجمه‌های متعدد او از متون تخصصی این رشته بود که بسیاری از آن‌ها جز نخستین ترجمه‌های آن متون به فارسی به‌شمار می‌روند. از جملهٔ آن‌ها می‌توان به ترجمهٔ کتاب «اصول بنیانی و مبانی محاسبات در مهندسی شیمی» ویرایش چهارم، اثر دیوید هیمل بلاو در سال ۱۳۶۶ در انتشارات دانشگاه صنعتی امیرکبیر، ترجمهٔ کتاب «مهندسی واکنش‌های شیمیایی» ویرایش سوم، اثر اکتاو لون‌اشپیل در انتشارات دانشگاه صنعتی امیرکبیر و همراهی طاهره کاغذچی در ترجمهٔ کتاب «عملیات انتقال جرم» ویرایش سوم اثر رابرت تریبال در انتشارات دانشگاه صنعتی امیرکبیر اشاره کرد.

## درگذشت
وی پس از تحمل یک دوره بیماری در سن ۶۹ سالگی درگذشت.